# Villers-la-Ville
Villers-la-Ville (valonă Vilé-l'-Veye) este o comună francofonă din regiunea Valonia din Belgia. Comuna este formată din localitățile Villers-la-Ville, Marbais, Mellery, Sart-Dames-Avelines și Tilly. Suprafața totală este de 47,45 km². La 1 ianuarie 2008 comuna avea o populație totală de 9.853 locuitori. 